# تاتا موتورز
 تاتاموتورز' (به انگلیسی: Tata Motors) بزرگترین شرکت خودروسازی هند است. این شرکت متعلق به گروه صنعتی تاتا است. تاتا موتورز در سال ۱۹۴۵ توسط جهانگیر راتانجی دادابهوی تاتا از پارسیان هند بنیان نهاده شد.
مشهورترین محصول این شرکت تاتا نانو می‌باشد که به دلیل قیمت بسیار پایین و اقتصادی بودنش در جهان مشهور است. این خودرو تنها ده هزار روپیه معادل ۱۰۰ دلار آمریکا قیمت دارد.
تاتا موتورز در سال ۲۰۰۸ میلادی جگوار کارز و لندرور را از فورد خریداری کرد و پس از آن هم با جنرال موتورز آمریکا برای خرید هامر وارد مذاکره شده که البته در نهایت هامر به شرکت چینی تنژانگ فروخته شد.

## نگارخانه

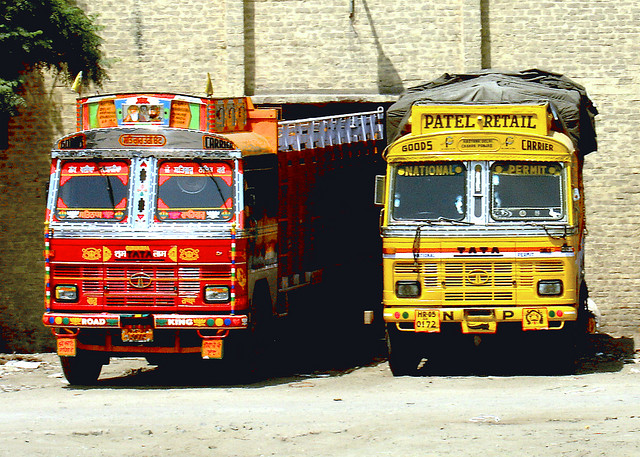
کامیون های قرمز و زرد تاتا
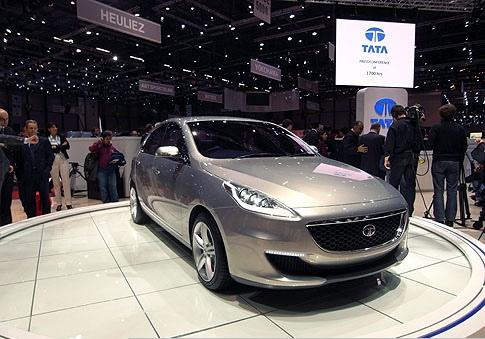
خودرو کانسپت تاتا پریما
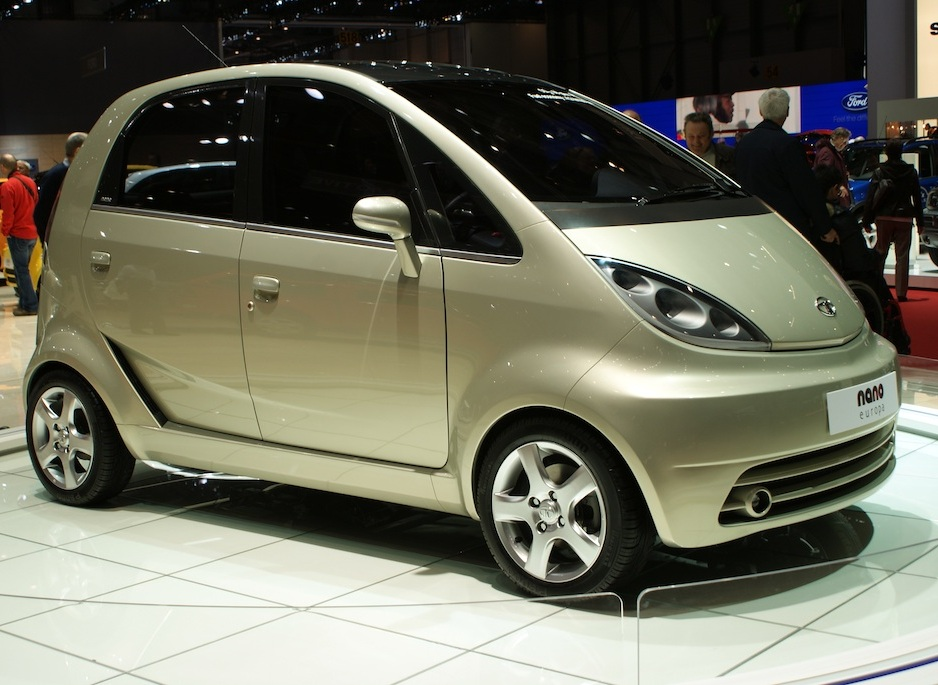
تاتا نانو (اروپا)
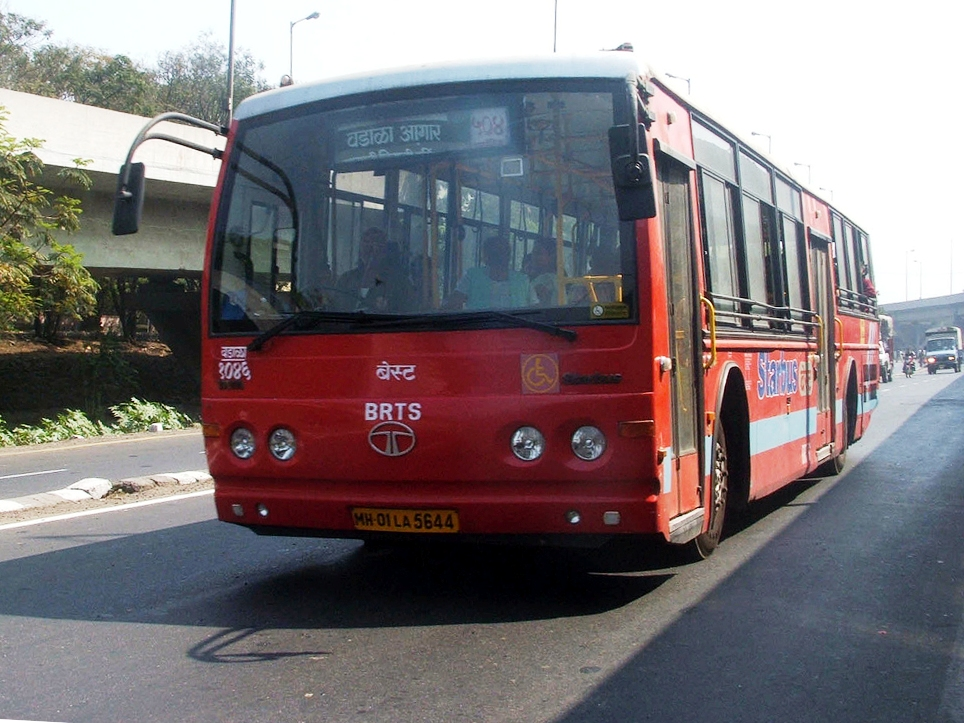
تاتا استارباس کف پایین ۱۶۱۰
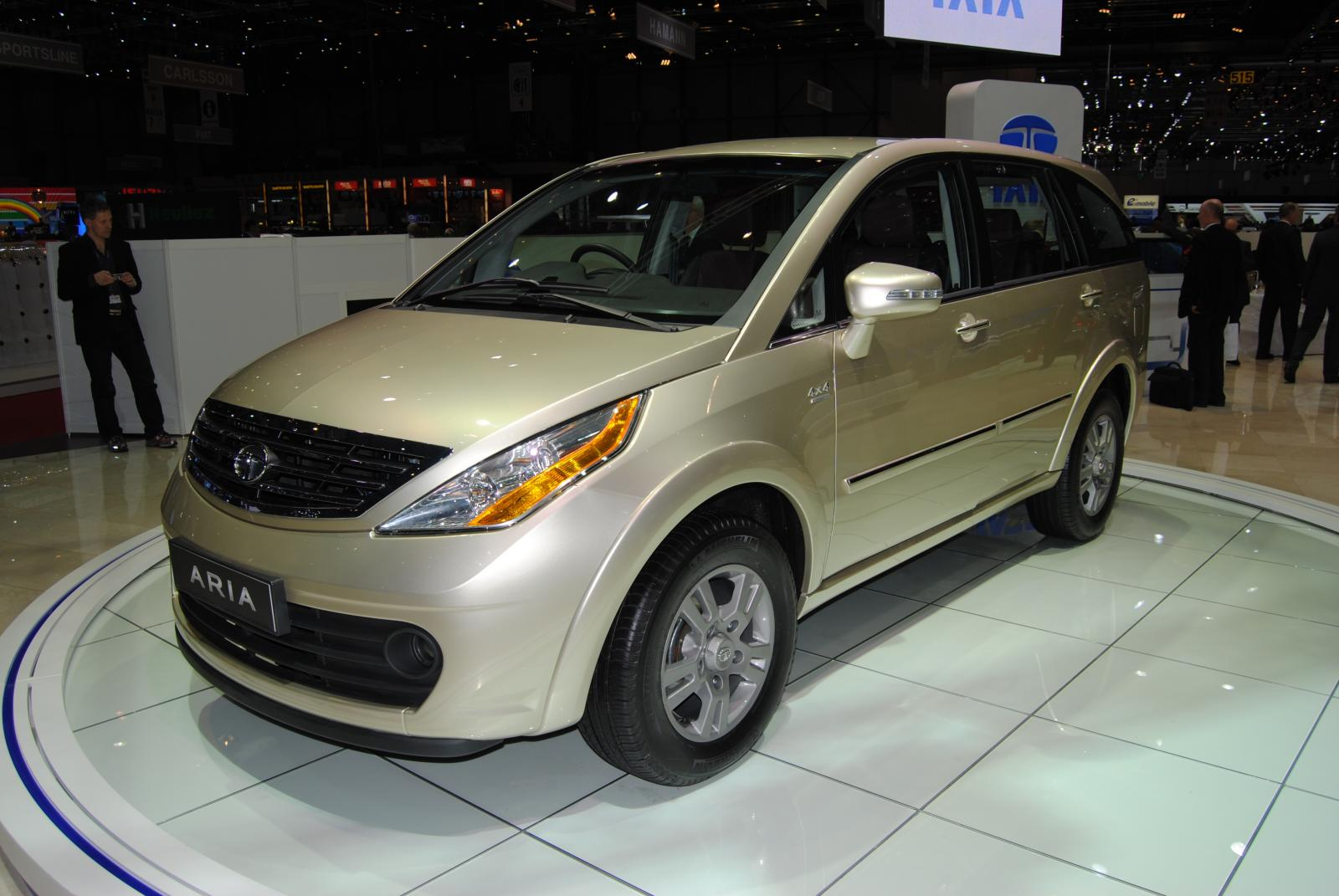
تاتا آریا